# Noah Frick
Pour les articles homonymes, voir Frick.
Noah Frick, né le 16 octobre 2001 à Liestal en Suisse, est un footballeur international liechtensteinois qui évolue au poste d'attaquant au SC Brühl Saint-Gall.

## Biographie

### Enfance
Noah Frick naît le 16 octobre 2001 à Liestal. Il est le fils de Mario Frick, ancien footballeur et recordman de buts pour le Lichtenstein. Il est aussi le frère de Yanik Frick.

### Carrière en club
Formé à l'USV Eschen/Mauren, au FC Schaan et au FC Vaduz, il joue son premier match professionnel le 26 septembre 2018, face au FC Wil 1900 en Challenge Cup. Il inscrit son premier but avec le FC Vaduz le 1er septembre 2019, contre le Grasshopper Club Zurich, à l'occasion d'un match nul 2-2. Il joue deux saisons avec les Vaduziens, pour ensuite rejoindre le Neuchâtel Xamax FCS en septembre 2020.

### Carrière internationale
Noah Frick commence dans les équipes nationales de jeunes du Liechtenstein en 2016, à l'âge de 14 ans, avec les moins de 17 ans, avec lesquels il joue onze matchs jusqu'en 2017, dont six lors des qualifications pour le championnat d'Europe des moins de 17 ans.
Toujours en 2016, il fait ses débuts avec les moins de 19 ans, il est alors âgé de 15 ans. En novembre 2017, il inscrit un but face à la Suisse, lors des éliminatoires du championnat d'Europe. Il joue en tout douze matchs avec les U19, jusqu'en 2018.
Le 23 mars 2018, il joue son premier match avec les espoirs, lors des éliminatoires de l'Euro espoirs 2019 face au Portugal. Son équipe s'incline sur le score sans appel de 7-0. Il inscrit deux buts avec les espoirs en 2019, lors des éliminatoires de l'Euro, contre l'Azerbaïdjan et la Slovaquie. Il joue un total de onze matchs avec les espoirs.
Il joue son premier match avec l'équipe nationale sénior le 23 mars 2019, face à la Grèce, où il joue quatre minutes (défaite 0-2). Le 17 novembre 2020, il inscrit son premier but avec le Liechtenstein, face à Gibraltar. Ce match nul (1-1) rentre dans le cadre de la Ligue des nations.